# Maggie Norris Couture
Maggie Norris Couture is een couturebedrijf, opgericht in 2000 in Manhattan (New York) door ontwerpster Maggie Norris.
Na het voltooien van de studie op de Arts Students' League werd Norris aangenomen door Ralph Lauren als Creative Designer. Uiteindelijk werd zij hier Head Designer en had ze de leiding over de ontwerpers van de complete damescollectie. In 1998 verliet Norris Ralph Lauren om in Europa te gaan werken als Chief Designer voor Mondi Womenswear. In 2000 verhuisde Norris terug naar de Verenigde Staten en startte ze haar eigen bedrijf, Maggie Norris Couture, in New York.
Norris wordt geïnspireerd door de samenleving in New Orleans, een levendige culturele mix van de Franse, Spaanse en de Caribische invloeden. Andere invloeden zijn haar vlooienmarkten.
De creaties van Maggie Norris Couture zijn onder meer gepubliceerd in tijdschriften als Vogue en Vanity Fair.

## Trivia
- In 2006 werd een jurk benoemd in Valerie Steeles boek getiteld The Black Dress.[2]
- In 2007 werd het bedrijf beschreven in Sonnet Stanfills boek New York Fashion als onderdeel van een nieuwe generatie modeontwerpers.[3]